# Le Bardon
Le Bardon és un municipi francès, situat al departament del Loiret i a la regió de Centre – Vall del Loira. L'any 2007 tenia 913 habitants.

## Demografia

### Població
El 2007 la població de fet de Le Bardon era de 913 persones. Hi havia 348 famílies, de les quals 66 eren unipersonals (22 homes vivint sols i 44 dones vivint soles), 117 parelles sense fills, 132 parelles amb fills i 33 famílies monoparentals amb fills.
La població ha evolucionat segons el següent gràfic:
Habitants censats

### Habitatges
El 2007 hi havia 393 habitatges, 358 eren l'habitatge principal de la família, 13 eren segones residències i 22 estaven desocupats. 384 eren cases i 7 eren apartaments. Dels 358 habitatges principals, 309 estaven ocupats pels seus propietaris, 46 estaven llogats i ocupats pels llogaters i 4 estaven cedits a títol gratuït; 2 tenien una cambra, 10 en tenien dues, 42 en tenien tres, 89 en tenien quatre i 215 en tenien cinc o més. 311 habitatges disposaven pel capbaix d'una plaça de pàrquing. A 120 habitatges hi havia un automòbil i a 222 n'hi havia dos o més.

### Piràmide de població
La piràmide de població per edats i sexe el 2009 era:
| Homes | Edats   | Dones |
| ----- | ------- | ----- |
| 0     | 95 o +  | 0     |
| 0     | 90 a 94 | 1     |
| 5     | 85 a 89 | 7     |
| 1     | 80 a 84 | 6     |
| 13    | 75 a 79 | 17    |
| 12    | 70 a 74 | 6     |
| 18    | 65 a 69 | 23    |
| 24    | 60 a 64 | 13    |
| 19    | 55 a 59 | 23    |
| 29    | 50 a 54 | 23    |
| 31    | 45 a 49 | 29    |
| 30    | 40 a 44 | 34    |
| 26    | 35 a 39 | 13    |
| 51    | 30 a 34 | 47    |
| 26    | 25 a 29 | 34    |
| 18    | 20 a 24 | 18    |
| 34    | 15 a 19 | 25    |
| 16    | 10 a 14 | 17    |
| 27    | 5 a 9   | 20    |
| 33    | 0 a 4   | 30    |

## Economia
El 2007 la població en edat de treballar era de 619 persones, 498 eren actives i 121 eren inactives. De les 498 persones actives 474 estaven ocupades (250 homes i 224 dones) i 23 estaven aturades (13 homes i 10 dones). De les 121 persones inactives 52 estaven jubilades, 38 estaven estudiant i 31 estaven classificades com a «altres inactius».

### Ingressos
El 2009 a Le Bardon hi havia 385 unitats fiscals que integraven 995 persones, la mediana anual d'ingressos fiscals per persona era de 19.988 €.

### Activitats econòmiques
Dels 22 establiments que hi havia el 2007, 1 era d'una empresa de fabricació de material elèctric, 2 d'empreses de fabricació d'altres productes industrials, 8 d'empreses de construcció, 2 d'empreses de comerç i reparació d'automòbils, 1 d'una empresa de transport, 1 d'una empresa d'hostatgeria i restauració, 1 d'una empresa immobiliària, 5 d'empreses de serveis i 1 d'una entitat de l'administració pública.
Dels 8 establiments de servei als particulars que hi havia el 2009, 2 eren tallers de reparació d'automòbils i de material agrícola, 1 paleta, 1 fusteria, 3 lampisteries i 1 restaurant.
L'any 2000 a Le Bardon hi havia 13 explotacions agrícoles que ocupaven un total de 850 hectàrees.

## Equipaments sanitaris i escolars
El 2009 hi havia una escola elemental.

## Poblacions properes
El següent diagrama mostra les poblacions més properes.